# إم إس إن بي سي
شركة مايكروسوفت الوطنية للبث والتي تعرف اختصار بقناة إم إس إن بي سي هي محطة تلفزيونية إخبارية أمريكية تبث على مدار الساعة في الولايات المتحدة. تم تأسيسها بالشراكة بين شركتي مايكروسوفت وNBC الأمريكيتين.

## وصلات خارجية
- الموقع الرسمي